# Tuyuca
Le tuyuca est une langue tucanoane de la branche orientale, parlée en Amazonie, en Colombie et au Brésil dans le Vaupés, le long des rivières Papuri, Tiquié (es) et Inambu (ceb).

## Phonologie

### Voyelles
|         | Antérieure | Centrale | Postérieure |
| ------- | ---------- | -------- | ----------- |
| Fermée  | i [i]      | ɨ [ɨ]    | u [u]       |
| Moyenne | e [e]      |          | o [o]       |
| Ouverte |            | a [a]    |             |

### Consonnes
|               |               | Bilabiale | Dentale | Palatale | Vélaire | Glottale |
| ------------- | ------------- | --------- | ------- | -------- | ------- | -------- |
| Occlusives    | Sourdes       | p [p]     | t [t]   |          | k [k]   |          |
| Occlusives    | Sonores       | b [b]     | d [d]   |          | g [g]   |          |
| Fricatives    | Fricatives    |           | s [s]   |          |         | h [h]    |
| Affriquées    | Sourdes       |           |         | c [t͡ʃ]   |         |          |
| Affriquées    | Aspirées      |           |         | j [d͡ʒ]   |         |          |
| Liquides      | Liquides      |           | r [r]   |          |         |          |
| Semi-voyelles | Semi-voyelles | w [w]     |         |          |         |          |